# Museo della fontina e centro visitatori
Il museo della fontina e centro visitatori è un museo valdostano sito a Valpelline, nella valle omonima, dedicato alla storia e alla produzione della fontina.
Il centro visitatori, che costituisce un vero e proprio museo, è stato aperto nel 2003.
Il percorso museale presenta su due piani la storia, l'ambiente e la lavorazione della fontina, formaggio valdostano certificato DOP dal 1996.
Completa la visita una sezione sull'artigianato locale e la visita ai magazzini di stagionatura scavati nella roccia, uno dei quali ricavato negli spazi dell'antica miniera di rame, che arrivano a contenere fino a 60.000 forme.
Il museo dispone di supporti multimediali e una sala conferenze da 50 posti.